# Xanthocalanus medius
Xanthocalanus medius is een eenoogkreeftjessoort uit de familie van de Phaennidae. De wetenschappelijke naam van de soort is voor het eerst geldig gepubliceerd in 1937 door Tanaka.